# Jacques Rueff
Jacques Léon Rueff (Parigi, 23 agosto 1896 – Parigi, 23 aprile 1978) è stato un economista francese.

## Carriera
Fu prima ispettore alle finanze e funzionario presso la Società delle Nazioni tra il 1927 ed il 1930.
Fu poi docente nella scuola libera di scienze politiche dal 1930 al 1940 e nell'Istituto di studi politici dal 1945 al 1948; addetto finanziario presso la ambasciata francese in Gran Bretagna dal 1930 al 1933, vice governatore della Banca di Francia dal 1939 al 1940, svolgendo numerose e delicate missioni finanziarie all'estero.
Nel 1938 partecipò al colloquio Walter Lippmann.
Al termine della seconda guerra mondiale, tra il novembre ed il dicembre 1945, divenne presidente della conferenza di Parigi sulle riparazioni di guerra. Successivamente fu ispettore delle finanze e presidente della delegazione economica e finanziaria per gli affari tedeschi ed austriaci. Successivamente fu presidente della agenzia interalleata delle riparazioni a Bruxelles tra il 1946 ed il 1952 e poi delegato alla conferenza di pace e alla prima Assemblea generale delle Nazioni Unite. Fu anche membro della corte di giustizia, della Comunità Europea del Carbone e dell'Acciaio e della Comunità Economica Europea.
Insieme al ministro delle finanze Antoine Pinay, nel 1958 preparò il piano Pinay-Rueff, che ebbe risultati positivi per l'economia francese.
Nel 1964 fu eletto membro dell'Accademia di Francia come successore di Jean Cocteau, preferito al poeta André Berry.
Rueff è uno dei principali esponenti della corrente neoliberale, che si oppone ad ogni intervento dello Stato inteso ad alterare il meccanismo del regime di concorrenza ed a limitare la libera iniziativa dei privati.
Fra i suoi scritti ricordiamo la Théorie des phénomènes monétaires del 1927; L'ordre social del 1945;  La régulation monétaire et le probléme institutionnel de la monnaie del 1953.

### Libri
- (FR) Jacques Rueff, Le péché monétaire de l’Occident, Paris, Plon, 1971. URL consultato il 19 maggio 2012 (archiviato dall'url originale il 17 febbraio 2011).

### Pubblicazioni
- (FR) Jacques Rueff, La Fin de l'ère keynésienne, in Le Monde, 1976.